# Crowded House
Crowded House est un groupe de rock australien, originaire de Melbourne. Sa carrière est entamée en 1985 et terminée, dans un premier temps, en 1996. Le retour du groupe s'effectue en 2006. La liste de leurs plus célèbres chansons comprend Don't Dream It's Over, Something So Strong, Better Be Home Soon, Fall at Your Feet, Weather with You et Distant Sun. Contrairement à la très bonne réputation du groupe aux antipodes, États-Unis et dans de nombreux pays d'Europe, Crowded House reste peu connu du public français. Seul le titre Fall At Your Feet sera classé dans le top 50 (n°30) avec un joli succès radio à la clé (n°9 airplay),.
Un premier album, intitulé Crowded House, est publié en 1986. Les albums suivants confirment la qualité mélodique du groupe et mettent en avant la voix claire et posée de Neil Finn, qui peut évoquer celle de Julian Lennon ou de son frère Sean Lennon. Woodface, troisième album sorti en 1991 consacre le groupe au niveau mondial et rassemble plusieurs hits comme Weather with You qui sera repris en 2006 par Jimmy Buffett, Fall at Your Feet et It's Only Natural. 1993 voit l'arrivée du multi-instrumentiste Mark Hart, ex-Supertramp, à la place de Tim Finn. Together Alone, le dernier album studio avant la dissolution du groupe, rencontre un grand succès tout autour du globe. En 1996, le groupe décide de se séparer et organise un concert d'adieu. Neil Finn entame une carrière solo (trois albums entre 1998 et 2001) et produit deux albums avec son frère Tim sous le nom de Finn Brothers. L'album live 7 Worlds Collide (2001) a réuni plusieurs grands artistes dont Eddie Vedder, Ed O'Brien, Phil Selway, et Johnny Marr.
En 2005, le batteur Paul Hester, alors célèbre pour animer un show à la télévision australienne depuis l'arrêt de Crowded House, se suicide. En 2007, le groupe se reforme sous l'impulsion de Neil Finn, avec pour membre Nick Seymour, Mark Hart (guitare et claviers), et un nouveau batteur, Matt Sherrod (ex-Beck Hansen),. L'album Time on Earth est sorti en juillet 2007 et l'album Intriguer en juin 2010.

## Biographie

### Formation (1984–1986)
Les membres fondateurs du groupe, à cette période appelé The Mullanes en 1985, sont Neil Finn (guitare, chant), Paul Hester (batterie) (1959-2005) et Nick Seymour (basse). Tim Finn, pianiste et frère aîné de Neil, a souvent collaboré au groupe à diverses époques. À l'origine, les deux frères étaient membres du groupe Split Enz, que Neil avait rejoint jeune (18 ans) grâce à ses talents de compositeur. Le nom du groupe viendrait de l'époque de leurs débuts, lorsqu'ils habitaient tous ensemble dans une petite maison. Ils signent un contrat avec Capitol Records, mais Hooper part avant que le trio ne se délocalise à Los Angeles pour enregistrer un premier album,. À la demande de Capitol, le nom du groupe change pour Crowded House, qui fait référence au manque d'espace dans leur maison à Hollywood Hills,,.

### Premiers albums (1986–1990)

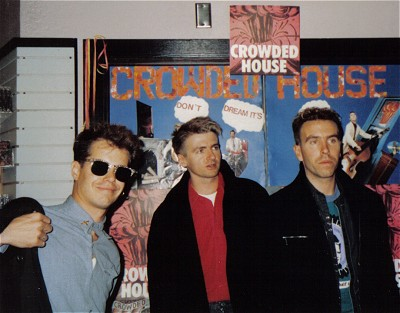
Crowded House, à San Francisco, en avril 1987. De gauche à droite : Paul Hester, Neil Finn, Nick Seymour.

Grâce à leur lien avec Split Enz, le groupe, désormais appelé Crowded House se popularise en Australie. Ils commencent à jouer à des festivals australiens et néo-zélandais, puis publient leur premier album, Crowded House, en juin 1986. Capitol Records ne parvient initialement pas à détecter le potentiel du groupe leur offrant qu'une petite campagne publicitaire, forçant le groupe à jouer dans de plus petits lieux et à gagner lui-même l'attention. Leur premier single ; Mean to Me, atteint le top 30 du Kent Music Report en juin. Il n'atteint pas les classements américains, mais réussit à gagner l'intérêt des auditeurs américains à la radio.
Un single, Don't Dream It's Over, est publié en décembre 1986 et devient un succès international, atteignant le Billboard Hot 100 et premier au Canada. Les chaines de radio néo-zélandaises soutiennent modérément le morceau. Finalement, la chanson atteint la première place du New Zealand singles chart, et la huitième place en Australie,.
En mars 1987, le groupe est récompensé de « meilleur nouveau talent », et dans les catégories « chanson de l'année » et « meilleure vidéo » pour Don't Dream It's Over à l'ARIA Music Awards. Le clip remporte aussi le MTV Video Music Award for Best New Artist la même année. Le morceau sera repris par d'autres artistes comme Paul Young en 1991. Il est aussi utilisé dans une publicité pour le New Zealand Tourism Board dans sa promotion 100% Pure New Zealand dès octobre 2005. En mai 2001, Don't Dream it's Over atteint la septième place des meilleures chansons de tous les temps à l'Australasian Performing Rights Association.

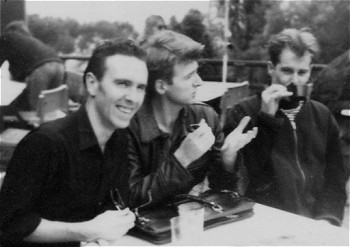
Le groupe au festival pop de Montreux en mai 1988.

En juin 1987, un an après sa sortie, Crowded House atteint enfin la première place des Kent Music Report Album Charts. Il atteint aussi la troisième place des classements néo-zélandais et la douzième du Billboard. La suite de Don't Dream it's Over, Something So Strong, est un autre succès global qui atteint le top 10 néo-zélandais, américain et canadien. World Where You Live et Now We're Getting Somewhere sont aussi publiés comme singles et atteignent les classements,,.
Le principal compositeur du groupe, Neil Finn, mettra les bouchées doubles pour la sortie d'un deuxième album qui devra ressembler au premier ; le groupe plaisante sur le titre du futur opus en le baptisant Mediocre Follow-Up. Finalement intitulé Temple of Low Men, leur deuxième album est publié en juillet 1988 et sérieusement soutenu par Capitol Records. L'album n'atteint pas le même succès que son prédécesseur aux États-Unis (40e place) mais atteint un succès en Australasie,. Le premier single, Better Be Home Soon atteint les classements australiens et néo-zélandais, et le top 50 aux US même si les quatre singles atteignent moins de succès,. Crowded House entreprend une tournée australienne et canadienne en soutien à l'album, avec Eddie Rayner aux claviers. Le multi-instrumentaliste Mark Hart, qui deviendra membre à temps plein, remplace Rayner en janvier 1989. Après la tournée, Finn revoie Seymour.

### Débuts des années 1990 (1991–1994)

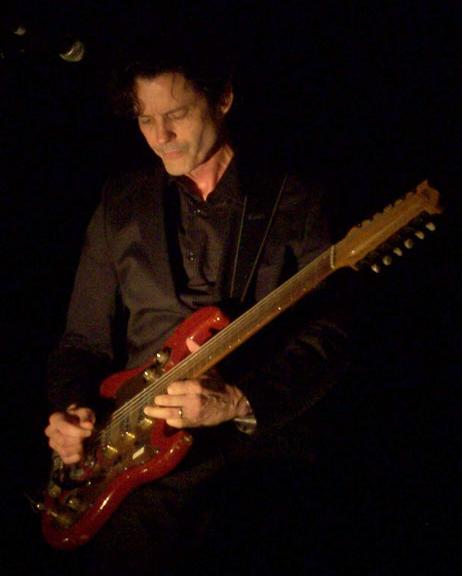
Le multi-instrumentaliste Mark Hart.

Crowded House fait une pause après sa tournée canadienne pour Temple of Low Men. Neil Finn et son frère Tim enregistrent des morceaux écrits pour leur album, Finn. Après les sessions d'enregistrement avec Tim, Neil commence à écrire et enregistrer le troisième album de Crowded House avec Hester et Seymour, mais ces morceaux sont rejetés par leur label, alors Neil demandera à Tim si Crowded House pouvait utiliser les morceaux issus de Finn. Tim, pour rire, accepte à condition d'être membre permanent du groupe, une proposition que Neil prendra apparemment littéralement au pied de la lettre. Désormais avec Tim comme membre officiel, le groupe revient en studio. Les nouveaux morceaux, et ceux enregistrés pour Woodface, sont publiés en juillet 1991. L'album comprend huit morceaux écrits par Neil et Tim.
Chocolate Cake, un commentaire humoristique sur les excès américains, qui ne sera d'ailleurs pas accepté par le public et les critiques américains, est publié en juin 1991 comme premier single. Sans doute sans surprise, il n'atteint pas les classements américains, mais se fraye une place dans le classement Billboard Modern Rock Tracks. La chanson atteint la septième place en Nouvelle-Zélande et le top 20 en Australie,. Le deuxième single, Fall at Your Feet, a moins de succès en Australie et en Nouvelle-Zélande, mais déroge à la règle au Hot 100. L'album se classe premier en Nouvelle-Zélande, deuxième en Australie, sixième au Royaume-Uni, et se classe au top 20 de plusieurs pays européens,,. Le troisième single issu de Woodface, Weather With You, est classé septième au début de 1992, le mieux qu'il puisse faire jusque-là au Royaume-Uni. En revanche, l'album obtient un succès limité aux US, atteignant seulement la 83e place du Billboard 200 Album Chart.
Tim Finn quitte Crowded House pendant la tournée Woodface en novembre 1991, à mi-chemin de leur tournée britannique. Les performances de cette tournée, effectuées au Town and Country Club de Londres, est enregistré live et publié en édition limitée en Australia, tandis que les morceaux à part ou en faces B sont publiés dans quelques pays. En juin 1993, le gouvernement néo-zélandais recommande l'attribution d'un Queen Award an OBE pour Neil et Tim Finn pour leur contribution à l'industrie musicale du pays.
Pour leur quatrième album, Together Alone, Crowded House fait appel au producteur Martin Glover (aka Youth) et invite le musicien de tournée Mark Hart (guitare et claviers) à devenir membre permanent du groupe,. L'album est enregistré à Karekare Beach, en Nouvelle-Zélande, auquel ils attribuent le titre Kare Kare pour l'un de leurs morceaux. L'album est publié en octobre 1993 et se vend bien à l'international grâce à son premier single, Distant Sun et sa suite, Private Universe. Il atteint le New Zealand Album Chart, la deuxième place en Australie et la quatrième au Royaume-Uni. Locked Out est le premier single US et est diffusé par MTV et VH1.

### Près de la fin (1994–1996)

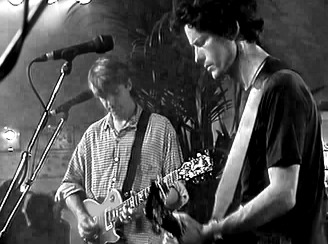
Crowded House au Café de Kroon, Amsterdam, en juin 1996. Neil Finn (gauche) et Mark Hart (droite).

Crowded House se retrouve à mi-chemin d'une tournée américaine lorsque Paul Hester quitte le groupe le 15 avril 1994. Il s'envole pour Melbourne pour retrouver sa femme qui mettra au monde son premier enfant, et indiquera clairement vouloir passer plus de temps avec sa famille,. Wally Ingram, batteur de Sheryl Crow, le remplace temporairement jusqu'à l'arrivée de Peter Jones (ex-Harem Scarem, Vince Jones, Septet de Kate Ceberano). Après leurs tournées, Tim et Niel Finn publient leur album Finn en novembre 1995. En juin 1996, lors d'une conférence de presse pour annoncer la sortie de la compilation Recurring Dream, Neil révèle la séparation de Crowded House. Ils jouent pour la dernière fois en juin 1996 en Europe et au Canada.
Recurring Dream comprend quatre morceaux issus de chacun de leurs quatre albums, accompagnés de trois nouveaux morceaux. L'album se classe premier en Australie, en Nouvelle-Zélande et au Royaume-Uni en juillet 1996. Les premiers exemplaires comprennent un CD bonus enregistré en concert. Les trois nouveaux morceaux sont Instinct, Not the Girl You Think You Are et Everything Is Good for You qui font participer Eddie Vedder de Pearl Jam au chant. Paul Hester revient jouer avec le groupe à la batterie sur trois autres chansons.

### RetourTime on Earth(2006–2009)

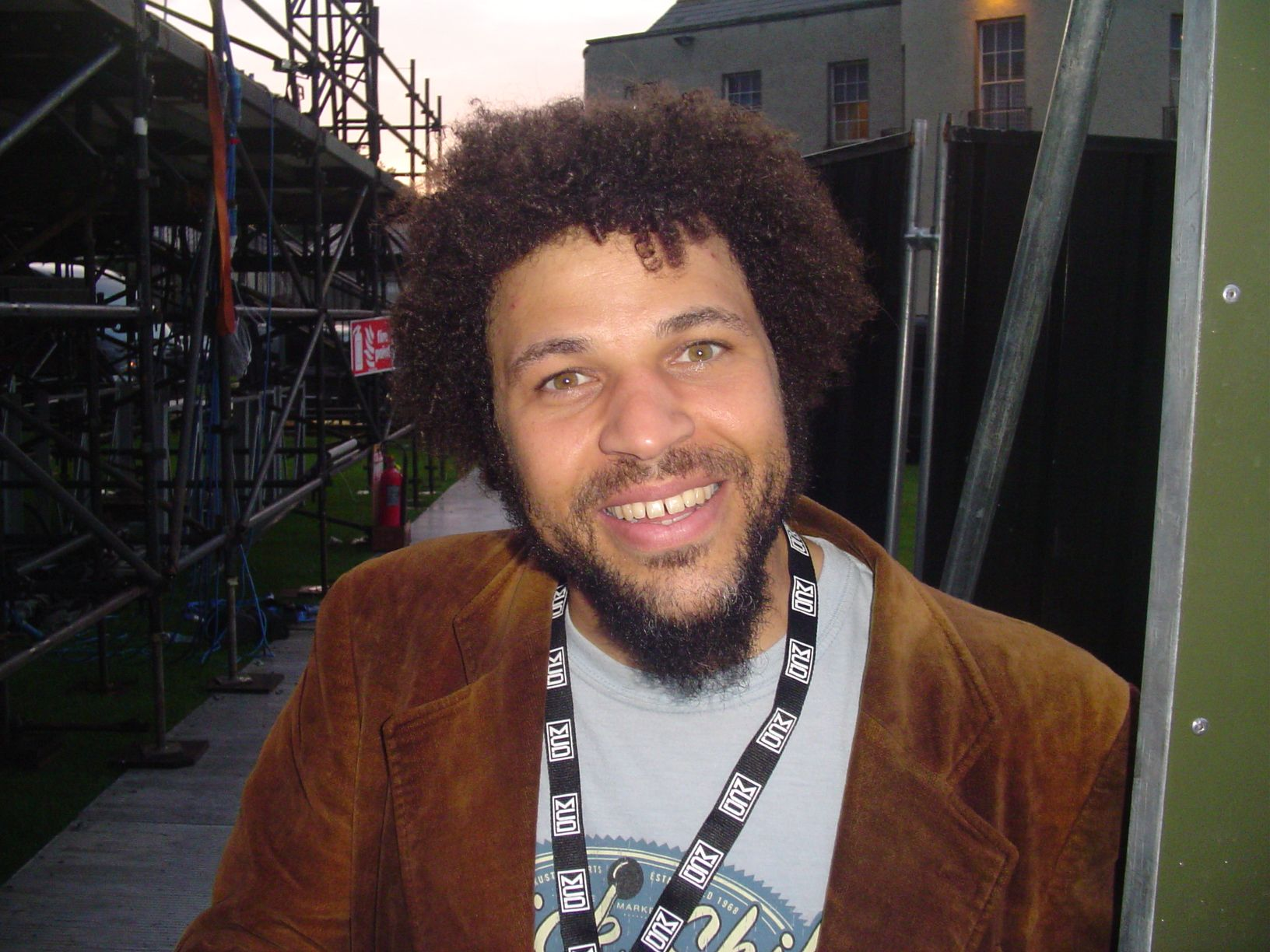
Matt Sherrod, à Dublin, en 2007.

En 2006, Neil Finn demande à Nick Seymour de jouer de la basse sur son troisième album solo. Seymour accepte et les deux se joignent au multi-instrumentaliste Ethan Johns pour les enregistrements. Ils décident par la même occasion de se reformer sous le nom de Crowded House, plutôt que de sortir un album solo pour Neil Finn. En janvier 2007, le groupe annonce publiquement son retour, et, après 20 jours d'auditions, recrutent l'ancien batteur de Beck Hansen, Matt Sherrod.
Le 17 mars 2007, le groupe joue un concert au studio devant 50 fans, amis et membres de famille. La performance est retransmise en direct sur Internet. Les deux heures et demi de performances comprennent quelques nouveaux morceaux dont Silent House, écrit par Finn et les Dixie Chicks. Un concert sur le Thekla, situé à Bristol, suit le 19 mars. Crowded House joue au Marquee Theatre de Tempe, dans l'Arizona, le 26 avril avant une apparition au Coachella Festival le 29 avril à Indio, en Californie. Ils jouent aussi un concert au Live Earth de Sydney le 7 juillet. Le lendemain, Finn et Seymour sont interviewés sur Rove Live et le groupe, avec Hart et Sherrod, joue Don't Stop Now en soutien à leur nouvel album, Time on Earth. Le single est un succès mineur en Australie et au Royaume-Uni. L'album est publié en juin et juillet à l'international. Il atteint la première place en Nouvelle-Zélande, la deuxième en Australie et la troisième au Royaume-Uni.
Le 6 décembre 2008, Crowded House joue au festival Homebake de Sydney, avant de jouer à Hobart, Melbourne et Sydney. Pour ces concerts, le groupe est rejoint par le multi-instrumentaliste Don McGlashan, et le fils de Neil, Elroy Finn, à la guitare. Le 14 mars 2009, le groupe est rejoint par le Liam Finn, le deuxième fils de Neil à Melbourne.

### Intrigueret actualités (de 2009 à 2021)

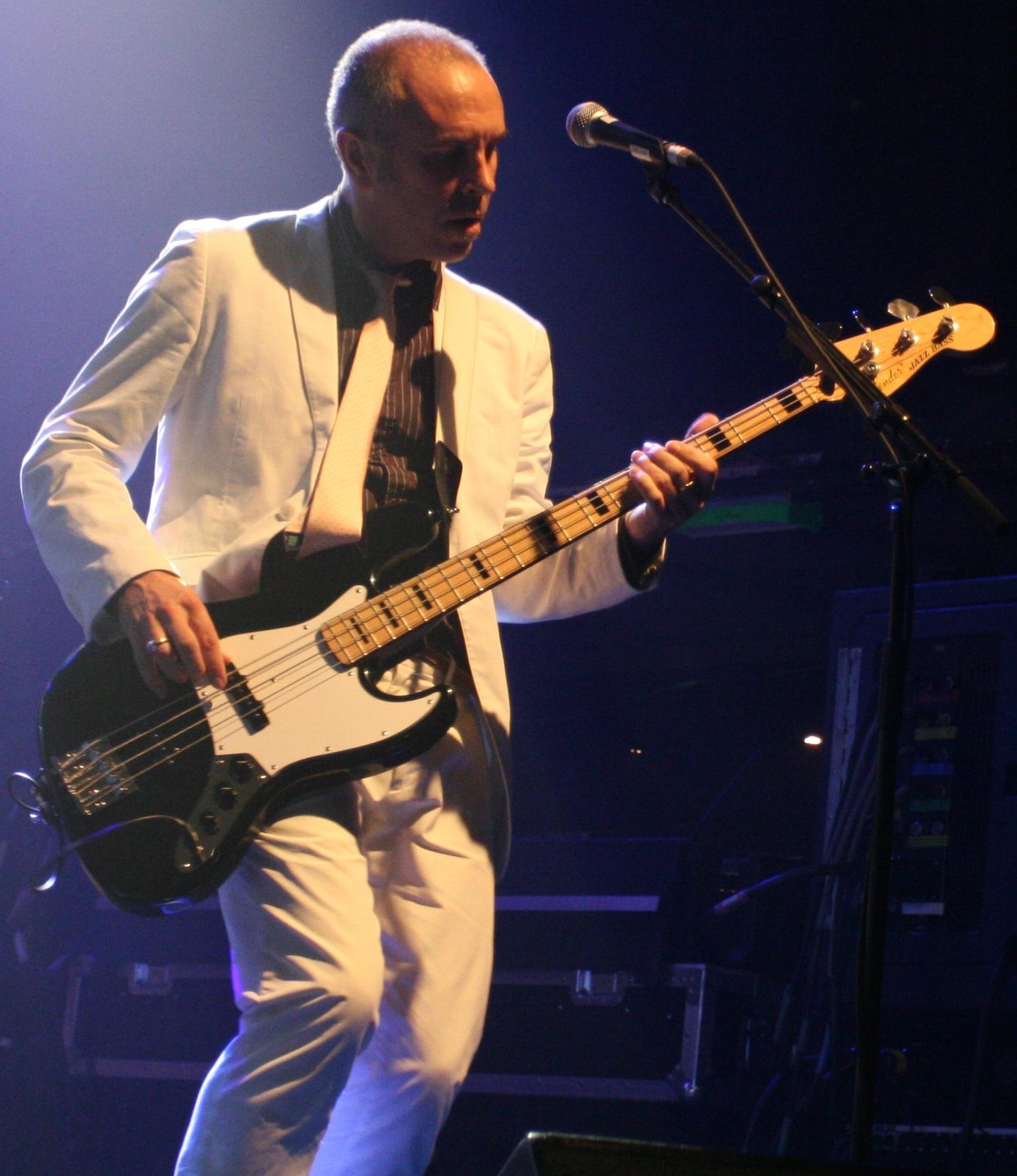
Nick Seymour, à Barcelone en octobre 2007.

Crowded House commence à enregistrer une suite pour Time on Earth en avril 2009, aux Roundhead Studios de Finn. L'album, Intriguer, est produit par Jim Scott, qu ia travaillé sur The Sun Came Out du projet 7 Worlds Collide de Neil. En août 2009, Finn traverse Los Angeles pour enregistrer quelques overdubs au studio de Jim Scott avant le mixage audio. L'album est publié en juin 2010, période durant laquelle le groupe participe au West Coast Blues and Roots Festival près de Perth. Finn explique que l'album comprend quelques « rebondissements inattendus ». Intriguer atteint la première place des classements australiens, la troisième place en Nouvelle-Zélande et la 12e au Royaume-Uni
Crowded House entreprend une longue tournée mondiale en 2010 en soutien à Intriguer. Leur dernier concert se fait au festival A Day on the Green d'Auckland, le 27 février 2011.
Après le succès de l'album She Will Have Her Way en 2005, un deuxième album de reprises des Finn Brothers est publié le 12 novembre 2010. Intitulé He Will Have His Way, toutes les chansons de l'album sont joués par des artistes masculins. En novembre 2011, une tournée australienne avec plusieurs artistes fait participer Paul Dempsey, Clare Bowditch, Seeker Lover Keeper (Sarah Blasko, Sally Seltmann et Holly Throsby), Alexander Gow (Oh Mercy) et Lior.
En septembre 2015, le morceau Help Is Coming issu de l'album Afterglow, est publié comme single 45 tours afin de récolter des fonds pour l'association Save the Children. La face B, Anthem, est un ancien morceau inédit à l'origine enregistré en 1995, et dont le chant est rajouté en 2015. En 2016, Neil Finn annonce que Crowded House est en pause. Plus tard, lui et Seymour annoncent une série de concerts au Sydney Opera House pour les 20 ans de Farewell to the World (24 novembre 1996). Le groupe joue quatre concerts entre le 24 et le 27 novembre 2016.

### Dreamers Are Waiting(2021 à aujourd'hui )
Alors que le groupe n'avait pas sorti d'album studio depuis 2010, c'est le 4 juin 2021 que sort le successeur d'Intriger : l'album Dreamers are waiting.
Un septième album studio définitivement placé sous le signe de la famille. En dehors du membre historique Nick Seymour (que l'on retrouve à la basse, chœurs et claviers) et de Mitchell Froom (musicien et producteur américain, officiant ici en tant que clavieriste), Neil Finn se voit rejoindre par ses deux fils : Liam Finn et Elroy Finn. On notera également la présence de la femme de Neil Finn et mère de Liam et Elroy : Sharon Finn (comme choriste sur le titre Goodnight everyone)

## Discographie

### Albums studio
- 1986 : Crowded House
- 1988 : Temple of Low Men
- 1991 : Woodface
- 1993 : Together Alone
- 2007 : Time on Earth
- 2010 : Intriguer
- 2021 : Dreamers are Waiting
- 2024 : Gravity Stairs

## Compilations et Albums en public
- 1996 : Recurring Dream: The Very Best of Crowded House (Compilation période 1986-1993 + 3 inédits "Not the Girl You Think You Are", "Everything Is Good For You" et "Instinct")
- 1999 : Afterglow (Compilation période 1985-1995 de raretés, de "chutes")
- 2006 : Farewell to the World (Concert enregistré au Sydney Opera House le 24 novembre 1996)
- 2010 : The Very Very Best of Crowded House (Compilation période 1986-2007)